# Campionats del món de ciclocròs de 2012
Els Campionats del món de ciclocròs de 2012 van ser la 63a edició dels Campionats del món de ciclocròs. Les proves tingueren lloc el 28 i 29 gener de 2012 a Koksijde, a Bèlgica.

## Organització
Els Campionats del món van ser organitzats sota els auspicis de la Unió Ciclista Internacional. Va ser la segona vegada que els campionats del món es disputaven en aquesta localitat després de l'edició de 1994.

## Resultats

### Homes
| Proves  | Or                   | Plata          | Bronze                  |
| Elit    | Niels Albert         | Rob Peeters    | Kevin Pauwels           |
| Sub-23  | Lars van der Haar    | Wietse Bosmans | Michiel van der Heijden |
| Júniors | Mathieu van der Poel | Wout Van Aert  | Quentin Jauregui        |

### Dones
| Prova | Or           | Plata                | Bronze     |
| Elit  | Marianne Vos | Daphny van den Brand | Sanne Cant |

## Classificacions

### Cursa masculina
| Pos.   | Ciclista               | País     | Temps           |
| ------ | ---------------------- | -------- | --------------- |
| Or     | Niels Albert           | Bèlgica  | 1 h 06 min 07 s |
| Argent | Rob Peeters            | Bèlgica  | 24 s            |
| Bronze | Kevin Pauwels          | Bèlgica  | 30 s            |
| 4.     | Tom Meeusen            | Bèlgica  | 34 s            |
| 5.     | Bart Aernouts          | Bèlgica  | 35 s            |
| 6.     | Klaas Vantornout       | Bèlgica  | 1 min 09 s      |
| 7.     | Sven Nys               | Bèlgica  | 1 min 11 s      |
| 8.     | Radomír Šimůnek júnior | Txèquia  | 2 min 15 s      |
| 9.     | Philipp Walsleben      | Alemanya | 2 min 25 s      |
| 10.    | Simon Zahner           | Suïssa   | 2 min 31 s      |

### Cursa femenina
| Pos.   | Ciclista              | País          | Temps       |
| ------ | --------------------- | ------------- | ----------- |
| Or     | Marianne Vos          | Països Baixos | 41 min 04 s |
| Argent | Daphny van den Brand  | Països Baixos | 37 s        |
| Bronze | Sanne Cant            | Bèlgica       | 38 s        |
| 4.     | Sanne van Paassen     | Països Baixos | 49 s        |
| 5.     | Katherine Compton     | Estats Units  | 53 s        |
| 6.     | Nikki Harris          | Regne Unit    | 1 min 03 s  |
| 7.     | Sophie de Boer        | Països Baixos | 1 min 05 s  |
| 8.     | Kateřina Nash         | Txèquia       | 1 min 11 s  |
| 9.     | Jasmin Achermann      | Suïssa        | 1 min 12 s  |
| 10.    | Lucie Chainel-Lefèvre | França        | 1 min 54 s  |

### Cursa sub-23
| Pos.   | Ciclista                | País          | Temps       |
| ------ | ----------------------- | ------------- | ----------- |
| Or     | Lars van der Haar       | Països Baixos | 49 min 20 s |
| Argent | Wietse Bosmans          | Bèlgica       | 1 s         |
| Bronze | Michiel van der Heijden | Països Baixos | 4 s         |
| 4.     | Arnaud Jouffroy         | França        | 5 s         |
| 5.     | Laurens Sweeck          | Bèlgica       | 50 s        |
| 6.     | Marek Konwa             | Polònia       | 56 s        |
| 7.     | Mike Teunissen          | Països Baixos | 1 min 03 s  |
| 8.     | Arnaud Grand            | Suïssa        | 1 min 13 s  |
| 9.     | David Menut             | França        | 1 min 13 s  |
| 10.    | Gianni Vermeersch       | Bèlgica       | 1 min 28 s  |

### Cursa júnior
| Pos.   | Ciclista             | País          | Temps       |
| ------ | -------------------- | ------------- | ----------- |
| Or     | Mathieu van der Poel | Països Baixos | 43 min 36 s |
| Argent | Wout Van Aert        | Bèlgica       | 8 s         |
| Bronze | Quentin Jauregui     | França        | 21 s        |
| 4.     | Quinten Hermans      | Bèlgica       | 21 s        |
| 5.     | Daan Soete           | Bèlgica       | 21 s        |
| 6.     | Yorben Van Tichelt   | Bèlgica       | 48 s        |
| 7.     | Silvio Herklotz      | Alemanya      | 1 min 00 s  |
| 8.     | Daan Hoeyberghs      | Bèlgica       | 1 min 25 s  |
| 9.     | Romain Seigle        | França        | 1 min 32 s  |
| 10.    | Victor Koretzky      | França        | 2 min 11 s  |

## Medaller
| Pos. | País          | Or | Plata | Bronze | Total |
| 1    | Països Baixos | 3  | 1     | 1      | 5     |
| 2    | Bèlgica       | 1  | 3     | 2      | 6     |
| 3    | França        | 0  | 0     | 1      | 1     |